# Turbosprężarka o zmiennej geometrii łopatek
Turbosprężarka o zmiennej geometrii łopatek (skrót VTG od ang. Variable Turbo Geometry – stosowana w samochodach turbosprężarka ze zmiennym kątem nachylenia łopatek turbiny. Stosowane by zniwelować tzw. efekt turbodziury.